# Shut Up (and Sleep with Me)
"Shut Up (and Sleep with Me)" é uma canção da cantor e compositor alemão de eurodance Sin With Sebastian, que foi lançado em maio de 1995 como single de estreia do cantor e de seu álbum de estreia, Golden Boy. A canção foi um sucesso em toda a Europa, alcançando o número 1 na Áustria, Finlândia e Espanha, além de ser indicada ao Echo Awards de 1996 como melhor single de dance alemão.
Larry Flick, da Billboard, elogiou a canção e escreveu: "Aqui está uma novidade para o twirler euro-pop em todos nós. Os vocais são totalmente campistas, situando-se em algum lugar entre Marc Almond e Jimmy Somerville em estilo, e o groove é flexível e divertido".

## Videoclipe
Um videoclipe foi feito para acompanhar a música e foi dirigido pelo diretor austríaco Matthias Schweger. Também foi feito um videoclipe para o remix de George Morel. O videoclipe de "Shut Up (and Sleep with Me)" foi postado no YouTube em março de 2018; Em janeiro de 2021, tinha mais de 1,6 milhão de visualizações.

## Lista de Faixas

### Maxi CD maxi europeu
1. "Shut Up (and Sleep with Me)" (Airplay Mix) - 3:45
2. "Shut Up (and Sleep with Me)" (YMCA Mix) – 5:25
3. "Shut Up (and Sleep with Me)" (Kaspar's Camp Mix) – 5:12
4. "Shut Up (and Sleep with Me)" (Gym Shower Mix) – 6:28